# Ligue féminine de basket 2012-2013
Navigation
Saison précédente Saison suivante
La saison 2012-2013 de la LFB est la 15e édition de la Ligue féminine de basket et se dispute avec 14 équipes. 
À la fin de la saison régulière, les équipes classées de 1 à 4 sont automatiquement qualifiées pour les demi-finales des play-off. Le vainqueur de ces play-off est désigné champion de France, et les clubs classés de 5 à 8 disputent le Challenge Round.
Les équipes classées 13e et 14e de LFB à l’issue de la saison régulière du championnat sont reléguées en Ligue 2. Elles seront remplacées par le club champion de France de Ligue 2 ainsi que le club classé premier à l’issue de la saison régulière (ou deuxième si le champion de France termine premier) à condition qu’ils satisfassent les règles du contrôle de la gestion financière et du cahier des charges imposé aux clubs de LFB. Dans le cas contraire, le 13e voire le 14e peuvent être repêchés si un ou les deux clubs de Ligue 2 ne remplissent pas ces conditions.
Elle débute le 22 septembre 2012 avec l'Open LFB, qui rassemble les 14 équipes pour la première journée de championnat sur le lieu unique du Stade Pierre-de-Coubertin à Paris.

## Clubs participants
Les deux promus en 2011-2012, Lyon et Nice redescendant dans la division inférieure, le Toulouse Métropole Basket retrouve sa place dans l'élite après un an de purgatoire et le Basket Catalan Perpignan Méditerranée la découvre.
À la suite des problèmes auxquels a dû faire face Challes-les-Eaux, le club savoyard est rétrogradé en Nationale 3, entraînant le repêchage de son voisin de Lyon, alors que signe de la crise économique, les clubs de Voiron et Armentières ne débutent pas la saison de Ligue 2.
| \| Bourges Lyon Tarbes Lattes Mont-de-Marsan Rezé Charleville-Mézières Arras Mondeville Saint-Amand-les-Eaux Villeneuve-d'Ascq Aix-en-Provence Perpignan Toulouse \| Localisation des clubs. |
| Bourges Lyon Tarbes Lattes Mont-de-Marsan Rezé Charleville-Mézières Arras Mondeville Saint-Amand-les-Eaux Villeneuve-d'Ascq Aix-en-Provence Perpignan Toulouse                               |

Légende des couleurs
- Euroligue féminine de basket-ball 2012-2013
- Eurocoupe féminine de basket-ball 2012-2013
- Promu de Ligue féminine 2 2011-2012

| Club                                    | Ville                      | Dernière montée | Classement 2011-2012 | Entraîneur                 | Depuis    | Salle                                | Capacité théorique | Nombre de saisons en LFB |
| --------------------------------------- | -------------------------- | --------------- | -------------------- | -------------------------- | --------- | ------------------------------------ | ------------------ | ------------------------ |
| Pays d’Aix Basket 13                    | Aix-en-Provence            | 1981            | 12                   | Bruno Blier                | 2011      | Complexe sportif de la Pioline       | 1 200              | 32                       |
| Arras Pays d’Artois Basket Féminin      | Arras                      | 2006            | 11                   | Thibaut Petit Marc Silvert | 2011 2013 | Halle des sports Richard Tetelin     | 1 500              | 7                        |
| CJM Bourges Basket                      | Bourges                    | 1991            | 1                    | Valérie Garnier            | 2011      | Palais des sports du Prado           | 3 100              | 22                       |
| Flammes Carolo basket                   | Charleville-Mézières       | 2010            | 9                    | Romuald Yernaux            | 2002      | Salle Bayard                         | 1 500              | 3                        |
| Basket Landes                           | Mont-de-Marsan Saint-Sever | 2008            | 7                    | Olivier Lafargue           | 2004      | Salle Laloubère                      | 1 100              | 5                        |
| Basket Lattes Montpellier Agglomération | Lattes                     | 2001            | 2                    | Valéry Demory              | 2007      | Palais des sports de Lattes          | 1 000              | 12                       |
| Union Lyon Basket Féminin               | Lyon                       | 2011            | 13                   | Laurent Buffard            | 2012      | Salle Mado Bonnet                    | 1 400              | 2                        |
| USO Mondeville                          | Mondeville                 | 1996            | 4                    | Hervé Coudray              | 2008      | Halle Bérégovoy                      | 2 500              | 17                       |
| Nantes-Rezé Basket 44                   | Nantes                     | 2008            | 8                    | Emmanuel Cœuret            | 2012      | Complexe Mangin Beaulieu             | 2 300              | 5                        |
| BC Perpignan                            | Perpignan                  | 2012            | 01 (LF2)             | François Gomez             | 2011      | Gymnase Pons                         | 732                | 1                        |
| Saint-Amand Hainaut Basket              | Saint-Amand-les-Eaux       | 2010            | 6                    | Corinne Benintendi         | 2009      | Salle Maurice-Hugot                  | 2 000              | 4                        |
| Tarbes Gespe Bigorre                    | Tarbes                     | 1992            | 5                    | Cyril Sicsic               | 2012      | Palais des sports du quai de l'Adour | 2 000              | 21                       |
| Toulouse Métropole Basket               | Toulouse                   | 2012            | 02 (LF2)             | Mathieu Chauvet            | 2011      | Gymnase Compans-Caffarelli           | 2 500              | 3                        |
| ESB Villeneuve-d’Ascq LM                | Villeneuve-d’Ascq          | 2000            | 10                   | Frédéric Dusart            | 2012      | Le Palacium                          | 1 800              | 13                       |

## La saison régulière

### Classement de la saison régulière
En cas d’égalité, les clubs sont départagés en fonction des résultats obtenus lors de leurs confrontations directes, indiquées entre parenthèses si nécessaire.
| Rang | Équipe                       | Pts | J  | G  | P  | Pp   | Pc   | Diff |
| ---- | ---------------------------- | --- | -- | -- | -- | ---- | ---- | ---- |
| 1    | Lattes-Montpellier F         | 48  | 26 | 22 | 4  | 1842 | 1597 | 245  |
| 2    | Bourges T                    | 45  | 26 | 19 | 7  | 1674 | 1461 | 213  |
| 3    | Lyon (2-0)                   | 42  | 26 | 16 | 10 | 1676 | 1579 | 97   |
| 4    | Perpignan P (0-2)            | 42  | 26 | 16 | 10 | 1716 | 1627 | 89   |
| 5    | Tarbes                       | 41  | 26 | 15 | 11 | 1769 | 1650 | 119  |
| 6    | Basket Landes                | 40  | 26 | 14 | 12 | 1644 | 1590 | 54   |
| 7    | Nantes-Rezé                  | 39  | 26 | 13 | 13 | 1734 | 1761 | -27  |
| 8    | Villeneuve-d’Ascq            | 38  | 26 | 12 | 14 | 1722 | 1883 | -161 |
| 9    | Aix-en-Provence              | 37  | 26 | 11 | 15 | 1775 | 1843 | -68  |
| 10   | Charleville-Mézières (1,058) | 36  | 26 | 10 | 16 | 1509 | 1651 | -142 |
| 11   | Mondeville (1,021)           | 36  | 26 | 10 | 16 | 1661 | 1617 | 44   |
| 12   | Toulouse P (0,926)           | 36  | 26 | 10 | 16 | 1594 | 1725 | -131 |
| 13   | Arras C                      | 34  | 26 | 8  | 18 | 1591 | 1750 | -159 |
| 14   | Saint-Amand Hainaut          | 32  | 26 | 6  | 20 | 1583 | 1756 | -173 |

|   | Qualification pour les play-off 2013  |
|   | Qualification pour le Challenge Round |
|   | Relégation en Ligue 2                 |
| T | Tenant du titre 2012                  |
| F | Finaliste du championnat 2012         |
| P | Promu de Ligue 2                      |
| C | Vainqueur de la coupe de France 2012  |

Arras est repêché en LFB pour la saison 2013-2014 à la suite du renoncement d'Aix à se maintenir dans la Ligue. Puis Saint-Amand est lui aussi maintenu après les difficultés d'autres clubs.

### Matchs
| Résultats (dom.\ext.)                                              | AIX   | ARRA  | BOUR  | CHAR  | LAND  | BLMA  | LYON  | MOND  | NRB4  | PERP  | SAHB  | TARB  | TOUL  | Vd’A  |
| Aix-en-Provence                                                    |       | 73-66 | 83-79 | 60-61 | 70-59 | 70-77 | 69-67 | 62-60 | 70-75 | 63-70 | 70-65 | 64-83 | 54-66 | 79-86 |
| Arras                                                              | 66-81 |       | 45-74 | 66-70 | 42-53 | 75-71 | 49-55 | 59-53 | 69-63 | 71-55 | 57-52 | 47-68 | 45-64 | 71-62 |
| Bourges                                                            | 74-64 | 67-51 |       | 60-36 | 70-58 | 55-67 | 62-50 | 60-59 | 66-55 | 66-55 | 77-67 | 63-49 | 67-50 | 65-58 |
| Charleville-Mézières                                               | 70-66 | 57-77 | 49-60 |       | 42-35 | 46-63 | 42-57 | 69-58 | 84-71 | 49-62 | 90-75 | 58-62 | 62-41 | 59-64 |
| Landes                                                             | 81-54 | 63-57 | 60-62 | 67-56 |       | 66-71 | 57-60 | 69-64 | 62-65 | 76-68 | 78-58 | 68-64 | 92-64 | 66-64 |
| Lattes-Montpellier                                                 | 67-63 | 70-48 | 76-51 | 80-64 | 69-75 |       | 66-61 | 71-62 | 80-59 | 61-52 | 70-54 | 71-65 | 65-45 | 79-62 |
| Lyon                                                               | 77-81 | 75-63 | 44-43 | 73-59 | 69-53 | 64-81 |       | 57-67 | 75-57 | 81-55 | 75-60 | 65-60 | 63-41 | 89-75 |
| Mondeville                                                         | 74-57 | 71-75 | 59-52 | 55-49 | 50-59 | 68-71 | 63-52 |       | 68-66 | 63-64 | 57-62 | 72-59 | 72-59 | 71-79 |
| Nantes-Rezé                                                        | 55-51 | 68-57 | 64-56 | 77-56 | 68-63 | 70-72 | 74-61 | 60-58 |       | 75-84 | 79-70 | 70-56 | 62-67 | 84-74 |
| Perpignan                                                          | 72-70 | 71-63 | 47-56 | 73-59 | 64-40 | 85-66 | 54-64 | 66-55 | 93-67 |       | 85-61 | 73-78 | 50-46 | 83-58 |
| Saint-Amand Hainaut                                                | 68-72 | 72-64 | 71-64 | 54-65 | 63-53 | 68-60 | 51-57 | 40-71 | 55-60 | 47-62 |       | 52-50 | 52-58 | 71-74 |
| Tarbes                                                             | 68-74 | 97-77 | 48-61 | 80-44 | 66-58 | 56-75 | 63-52 | 78-66 | 76-62 | 60-53 | 64-60 |       | 65-72 | 98-72 |
| Toulouse                                                           | 90-91 | 67-58 | 48-77 | 67-54 | 60-63 | 56-72 | 60-72 | 61-58 | 82-73 | 68-74 | 72-69 | 49-70 |       | 75-78 |
| Villeneuve-d’Ascq                                                  | 67-64 | 78-73 | 48-87 | 48-59 | 50-70 | 59-72 | 74-61 | 61-87 | 56-55 | 64-46 | 72-68 | 72-86 | 67-66 |       |
| - Victoire à domicile - Victoire à l'extérieur - Match non disputé |       |       |       |       |       |       |       |       |       |       |       |       |       |       |

### Évolution du classement
| Journées / Clubs     |    |    |    |    |    |    |    |    |    |    |    |    |    |    |    |    |    |    |    |    |    |    |    |    |    |    | Journées en tête | Journées relégable |
|                      | 1  | 2  | 3  | 4  | 5  | 6  | 7  | 8  | 9  | 10 | 11 | 12 | 13 | 14 | 15 | 16 | 17 | 18 | 19 | 20 | 21 | 22 | 23 | 24 | 25 | 26 |                  |                    |
| -------------------- | -- | -- | -- | -- | -- | -- | -- | -- | -- | -- | -- | -- | -- | -- | -- | -- | -- | -- | -- | -- | -- | -- | -- | -- | -- | -- | ---------------- | ------------------ |
| Aix-en-Provence      | 9  | 7  | 8  | 8  | 9  | 9  | 10 | 11 | 11 | 10 | 9  | 9  | 11 | 11 | 11 | 12 | 12 | 12 | 12 | 10 | 9  | 8  | 8  | 9  | 9  | 9  | 0                | 0                  |
| Arras                | 12 | 13 | 13 | 13 | 14 | 11 | 11 | 12 | 12 | 12 | 13 | 13 | 12 | 13 | 13 | 14 | 13 | 13 | 14 | 14 | 14 | 13 | 13 | 13 | 13 | 13 | 0                | 19                 |
| Bourges              | 4  | 2  | 2  | 3  | 2  | 3  | 3  | 3  | 2  | 2  | 2  | 2  | 2  | 2  | 2  | 2  | 2  | 2  | 2  | 2  | 2  | 2  | 2  | 2  | 2  | 2  | 0                | 0                  |
| Charleville-Mézières | 5  | 5  | 9  | 5  | 8  | 10 | 9  | 9  | 10 | 11 | 11 | 10 | 10 | 10 | 10 | 11 | 11 | 9  | 11 | 11 | 11 | 10 | 11 | 11 | 10 | 10 | 0                | 0                  |
| Landes               | 6  | 3  | 6  | 10 | 5  | 6  | 8  | 8  | 8  | 7  | 7  | 7  | 5  | 6  | 5  | 6  | 5  | 6  | 5  | 6  | 6  | 7  | 6  | 6  | 6  | 6  | 0                | 0                  |
| Lattes-Montpellier   | 2  | 1  | 1  | 1  | 1  | 1  | 1  | 1  | 1  | 1  | 1  | 1  | 1  | 1  | 1  | 1  | 1  | 1  | 1  | 1  | 1  | 1  | 1  | 1  | 1  | 1  | 25               | 0                  |
| Lyon                 | 3  | 8  | 5  | 4  | 7  | 4  | 5  | 6  | 7  | 8  | 4  | 3  | 4  | 3  | 4  | 4  | 3  | 4  | 6  | 4  | 5  | 5  | 5  | 4  | 4  | 3  | 0                | 0                  |
| Mondeville           | 1  | 9  | 4  | 9  | 4  | 8  | 7  | 5  | 6  | 6  | 8  | 8  | 8  | 9  | 8  | 8  | 9  | 11 | 8  | 9  | 12 | 9  | 12 | 12 | 11 | 11 | 1                | 0                  |
| Nantes-Rezé          | 7  | 4  | 3  | 2  | 3  | 2  | 4  | 4  | 5  | 5  | 6  | 5  | 7  | 5  | 6  | 5  | 7  | 7  | 7  | 8  | 7  | 6  | 7  | 7  | 7  | 7  | 0                | 0                  |
| Perpignan            | 10 | 10 | 7  | 7  | 6  | 5  | 2  | 2  | 3  | 3  | 3  | 4  | 3  | 4  | 3  | 3  | 4  | 3  | 3  | 3  | 3  | 3  | 3  | 5  | 5  | 4  | 0                | 0                  |
| Saint-Amand Hainaut  | 14 | 14 | 14 | 14 | 11 | 12 | 12 | 13 | 13 | 14 | 14 | 14 | 14 | 14 | 14 | 13 | 14 | 14 | 13 | 13 | 13 | 14 | 14 | 14 | 14 | 14 | 0                | 23                 |
| Tarbes               | 8  | 12 | 12 | 11 | 12 | 13 | 13 | 10 | 9  | 9  | 10 | 11 | 9  | 8  | 9  | 7  | 6  | 5  | 4  | 5  | 4  | 4  | 4  | 3  | 3  | 5  | 0                | 2                  |
| Toulouse             | 13 | 6  | 11 | 6  | 10 | 7  | 6  | 7  | 4  | 4  | 5  | 6  | 6  | 7  | 7  | 9  | 8  | 8  | 9  | 7  | 10 | 12 | 10 | 10 | 12 | 12 | 0                | 1                  |
| Villeneuve-d’Ascq    | 11 | 11 | 10 | 12 | 13 | 14 | 14 | 14 | 14 | 13 | 12 | 12 | 13 | 12 | 12 | 10 | 10 | 10 | 10 | 12 | 8  | 11 | 9  | 8  | 8  | 8  | 0                | 7                  |

## Phase finale

### Playoffs du dernier carré (1-4)
Les demi-finales et les finales se jouent en deux manches gagnantes. Le match aller se joue chez de l’équipe la moins bien classée lors de la saison régulière, le match retour et le match d’appui éventuel chez l’équipe la mieux classée.
|  | Demi-finales                 | Demi-finales | Demi-finales | Demi-finales | Demi-finales                 |    |    | Finale | Finale | Finale | Finale | Finale |  |
|  |                              |              |              |              |                              |    |    |        |        |        |        |        |  |
|  | 10 avril, 12 avril, 14 avril |              |              |              |                              |    |    |        |        |        |        |        |  |
|  |                              |              |              |              |                              |    |    |        |        |        |        |        |  |
|  | [1] Lattes-Montpellier       | 2            | 71           | 77           |                              |    |    |        |        |        |        |        |  |
|  | [1] Lattes-Montpellier       | 2            | 71           | 77           | 20 avril, 25 avril, 27 avril |    |    |        |        |        |        |        |  |
|  | [4] Perpignan                | 0            | 66           | 50           |                              |    |    |        |        |        |        |        |  |
|  | [4] Perpignan                | 0            | 66           | 50           | [1] Lattes-Montpellier       | 1  | 62 | 53     | 54     |        |        |        |  |
|  | 10 avril, 12 avril, 14 avril |              |              |              | [1] Lattes-Montpellier       | 1  | 62 | 53     | 54     |        |        |        |  |
|  |                              | [2] Bourges  | 2            | 54           | 60                           | 64 |    |        |        |        |        |        |  |
|  | [2] Bourges                  | [2] Bourges  | 2            | 54           | 60                           | 64 | 2  | 69     | 63     |        |        |        |  |
|  | [2] Bourges                  |              |              |              |                              |    |    | 69     | 63     |        |        |        |  |
|  | [3] Lyon                     | 0            | 59           | 45           |                              |    |    |        |        |        |        |        |  |
|  | [3] Lyon                     | 0            | 59           | 45           |                              |    |    |        |        |        |        |        |  |

|  | Suivi de la série. |

|  | Score de l’équipe recevante. |

|  | Score de l’équipe en déplacement. |

### Challenge Round (5-8)
Concernant les équipes classées de la 5e à la 8e place à l’issue de la saison régulière, le Challenge Round se joue en deux matches gagnants, aussi bien pour les demi-finales que pour la finale, avec éventuellement un match d’appui si chacune des deux équipes en a remporté un. Le match aller se joue chez l’équipe la moins bien classée lors de la saison régulière, le match retour et la belle éventuelle chez l’équipe la mieux classée.
|  | Demi-finales                 | Demi-finales | Demi-finales | Demi-finales | Demi-finales                 |   |    | Finale | Finale | Finale | Finale | Finale |  |
|  |                              |              |              |              |                              |   |    |        |        |        |        |        |  |
|  | 10 avril, 12 avril, 14 avril |              |              |              |                              |   |    |        |        |        |        |        |  |
|  |                              |              |              |              |                              |   |    |        |        |        |        |        |  |
|  | [5] Tarbes                   | 2            | 69           | 72           |                              |   |    |        |        |        |        |        |  |
|  | [5] Tarbes                   | 2            | 69           | 72           | 19 avril, 24 avril, 26 avril |   |    |        |        |        |        |        |  |
|  | [8] Villeneuve-d’Ascq        | 0            | 67           | 66           |                              |   |    |        |        |        |        |        |  |
|  | [8] Villeneuve-d’Ascq        | 0            | 67           | 66           | [5] Tarbes                   | 2 | 71 | 68     |        |        |        |        |  |
|  | 10 avril, 12 avril, 14 avril |              |              |              | [5] Tarbes                   | 2 | 71 | 68     |        |        |        |        |  |
|  |                              | [6] Landes   | 0            | 67           | 55                           |   |    |        |        |        |        |        |  |
|  | [6] Landes                   | [6] Landes   | 0            | 67           | 55                           | 2 | 74 | 85     | 69     |        |        |        |  |
|  | [6] Landes                   |              |              |              |                              |   |    | 85     | 69     |        |        |        |  |
|  | [7] Nantes-Rezé              | 1            | 78           | 76           | 67                           |   |    |        |        |        |        |        |  |
|  | [7] Nantes-Rezé              | 1            | 78           | 76           | 67                           |   |    |        |        |        |        |        |  |

|  | Suivi de la série. |

|  | Score de l’équipe recevante. |

|  | Score de l’équipe en déplacement. |

Après avoir été relégable en début de saison et éjecté du Top 4 lors de la dernière journée de la saison régulière, c'est l’équipe de Tarbes qui remporte le Challenge Round pour la deuxième fois et en même temps une place en Eurocoupe.

## Récompenses individuelles

### Meilleures joueuses aux statistiques individuelles
| Catégorie                      | Joueuse                 | Équipe            | Statistique |
| ------------------------------ | ----------------------- | ----------------- | ----------- |
| Points par match               | Mistie Bass-Mims        | Lyon              | 15,0        |
| Rebonds par match              | Angelica Robinson       | Tarbes            | 10,3        |
| Rebonds défensifs par match    | Angelica Robinson       | Tarbes            | 7,7         |
| Rebonds offensifs par match    | Naîgnouma Coulibaly     | Mondeville        | 4,2         |
| Passes décisives par match     | Céline Dumerc           | Bourges           | 5,5         |
| Interceptions par match        | Sarah Michel            | Nantes-Rezé       | 2,2         |
| Contres par match              | Cayla Francis           | Aix-en-Provence   | 1,6         |
| Pourcentage aux lancers-francs | Nwal-Endéné Miyem       | Bourges           | 86,4 %      |
| Pourcentage à 2 points         | Sandra Piršić           | Villeneuve-d’Ascq | 62,2 %      |
| Pourcentage à 3 points         | Caroline Kœchlin-Aubert | Nantes-Rezé       | 42,4 %      |
| Évaluation par match           | Marianna Tolo           | Aix-en-Provence   | 17,7        |

### Trophées LFB
| Meilleure joueuse française de LFB - Géraldine Robert (Lattes-Montpellier) Meilleure joueuse étrangère de LFB - Marianna Tolo (Aix-en-Provence) Meilleur espoir de LFB - Emma Meesseman (Villeneuve-d’Ascq) | Meilleur entraîneur de LFB - Matthieu Chauvet (Toulouse) |

## Clubs engagés en coupe d’Europe
| Compétition européenne | Clubs (classement)        | Raison d’attribution                                                                                                | Parcours                                            |
| ---------------------- | ------------------------- | --- | --------------------------------------------------- |
| Euroligue              | Bourges (2e)              | Champion de France                                                                                                  | Termine 3e du Final 8 (14V/6D)                      |
| Euroligue              | Mondeville (11e)          | 4e du championnat, profitant du désistement de Lattes-Montpellier (3e) et de la relégation de Challes-les-Eaux (4e) | Éliminé du groupe C du 1er tour (5V/7D)             |
| Euroligue              | Arras (13e)               | Vainqueur de la coupe de France 2012                                                                                | Éliminé du groupe B du 1er tour (2V/10D)            |
| Eurocoupe              | Lattes-Montpellier (1er)  | Vice-champion de France (refus de l’Euroligue)                                                                      | Éliminé en quart de finale par D. Moscou (7V/3D)    |
| Eurocoupe              | Tarbes (5e)               | 5e du championnat                                                                                                   | Éliminé en huitième de finale par D. Moscou (6V/2D) |
| Eurocoupe              | Saint-Amand Hainaut (14e) | 6e du championnat                                                                                                   | Éliminé en quart de finale par Vologda (7V/3D)      |
| Eurocoupe              | Nantes-Rezé (7e)          | 8e du championnat et vainqueur du Challenge Round                                                                   | Éliminé en quart de finale par Ružomberok (7V/3D)   |
| Eurocoupe              | Basket Landes (6e)        | 7e du championnat                                                                                                   | Éliminé du groupe B du 1er tour (2V/4D)             |